# Martirio di santo Stefano (Daniele Crespi)
Il Martirio di Santo Stefano è un dipinto ad olio su tela eseguito dal pittore lombardo Daniele Crespi, esposto alla pinacoteca del Castello Sforzesco di Milano.

## Storia e descrizione
Il dipinto doveva in origine servire come pala d'altare per la chiesa di Santa Maria delle Grazie di Novara. La scena si articola su tre piani: il primo dove santo Stefano viene martirizzato dai suoi aguzzini, un secondo della folla retrostante che assiste alla scena ed un terzo posto nella parte superiore del quadro dove sono raffigurati Cristo e Dio. La composizione della scena, considerata più accademica rispetto agli standard del Crespi, mostra dei parallelismi con le opere di Giuseppe Vermiglio.